# PEF
PEF (Pentax Electronic File) is een digitaal bestandsformaat. Het wordt gebruikt in digitale spiegelreflexcamera's van Pentax en Samsung als RAW-formaat. Het is, net als de tegenhangers CRW en CR2 van Canon en NEF van Nikon, een gecomprimeerd RAW-formaat zonder kwaliteitsverlies. Pentax en Samsung geven tevens de mogelijkheid om DNG te gebruiken, wat een ongecomprimeerd RAW-formaat is.